# Musical Formosa
Musical Formosa é um grupo brasileiro de música cristã contemporânea iniciado em 1989 na cidade de São José do Rio Preto, interior de São Paulo. O grupo Musical Formosa foi criado para o ministério da evangelização através da música, formado inicialmente por 21 integrantes entre cantores e instrumentistas. O grupo possui em sua discografia 10 álbuns inéditos e duas coletâneas, sendo uma delas, gravadas ao Vivo no ginásio do Palestra em 2010 contendo 5 músicas inéditas, além de 2 DVDs. Sempre muito eclética, a banda se tornou conhecida no cenário nacional, principalmente no Norte do país por sua arregimentação sempre muito rica. O álbum mais recente: 'Somos Imortais', conta com novos integrantes (Alguns, filhos dos integrantes iniciais) além de trazer um estilo bem contemporâneo com músicas congregacionais e um estilo bem moderno. Músicas como Só Ele é Santo, Ao meu Jesus, Foi Assim e Vale de Ossos Secos, traduzem a nova cara do Grupo com aproximadamente 30 anos de histórias. Entre os integrantes estão Evangelistas, Presbíteros, Pastoras e Pastores das Igrejas Formosas em São José do Rio Preto. O Pr. Luiz Carlos Cruz é o principal compositor das canções gravadas pelo grupo, é também arranjador de grande parte das músicas, além de saxofonista, violonista e intérprete.

## História

### Início (1989–1991)
O Grupo surgiu em 1987,cantando pela primeira vez em um aniversário da igreja sede regional de Rio Preto no dia 15 de novembro de 1987, as canções Cidade Santa, Desejo Morar e Leão de Judá. Em 1989 lançam o álbum Adorai com canções que se destacaram como Adorai e Coração Triste. Já em 1990, lançam o álbum Ferido de Deus, cujo destaque fica com a música Ajuda-me. No ano de 1991, apresentam ao público o álbum Últimos Instantes.

### Consolidação e Auge (1992–2003)
Em 1992 e 1993, lançaram os álbuns Jesus a Solução e Vem ao Pai, mas foi em 1995 que a canção Razão para Viver, gravada no álbum Rei da Glória, tornou o grupo conhecido. Neste ano também encerra-se a parceria com a gravadora Califórnia.Em 1997, já de maneira independente, lançam Acontecimento, com canções que ficaram conhecidas como Tudo se fez Novo, Vamos Juntos Adorar e Cura Divina. Em 30 de setembro de 2000, o grupo lança seu 8º álbum chamado Tudo por Amor no Centro Regional de Eventos de São José do Rio Preto com a presença de 6 mil pessoas.Em 2002 participaram do 4º Fest Gospel, evento local voltado ao público evangélico, onde dividiram o palco com nomes como Rose Nascimento,Kleber Lucas e Os Levitas. Em 2003 acontece o lançamento do álbum Bálsamo de Deus, o último com a formação original e que marca a saída do vocalista Paulo Caldeira.
Em 1992 e 1993, lançaram os álbuns Jesus a Solução e Vem ao Pai, mas foi em 1995 que a canção Razão pra Viver, gravada no álbum Rei da Glória, tornou o grupo conhecido. Neste ano também encerra-se a parceria com a gravadora Califórnia.Em 1997, já de maneira independente, lançam Acontecimento, com canções que ficaram conhecidas como Tudo se fez Novo, Vamos Juntos Adorar e Cura Divina. Em 30 de setembro de 2000, o grupo lança seu 8º álbum chamado Tudo por Amor no Centro Regional de Eventos de São José do Rio Preto com a presença de 6 mil pessoas.Em 2002 participaram do 4º Fest Gospel, evento local voltado ao público evangélico, onde dividiram o palco com nomes como Rose Nascimento,Kleber Lucas e Os Levitas. Em 2003 acontece o lançamento do álbum Bálsamo de Deus, o último com a formação original e que marca a saída do vocalista Paulo Caldeira.

### Mudanças na Formação (2004–2012)
Com a saída do Paulo e o conjunto reformulado com a inclusão dos filhos de alguns dos componentes do grupo, o Pr. Carlos Cruz assume o vocal principal e dá continuidade no trabalho lançando em 2007 o álbum Nasci pra Vencer, com canções inéditas. Este álbum deu origem ao primeiro DVD do grupo gravado em 2008, mas para comemorar os 20 anos de existência, foi gravado no dia 12 de Outubro de 2010, no Ginásio Palestra, em São José do Rio Preto, o DVD Musical Formosa 20 Anos, com as participações de Liliani Zanirato Moysés e Carlos A. Moysés da banda Voz da Verdade e lançado na Expo Cristã 2011.

### Atualidade (2013–hoje)
O ano de 2013 é marcado pelo retorno do vocalista Paulo Caldeira ao grupo após quase 8 anos. Em 2014 o grupo sofre a perda da vocalista Damares que estava no grupo desde sua fundação. A integrante lutava contra um câncer no pulmão, mas não resistiu e faleceu em 31 de março. Já em 2015, o grupo retorna com o álbum inédito Somos Imortais depois de quase 8 anos. O trabalho é marcado pelo volta de Paulo Caldeira aos vocais, interpretando a canção Amor à Prova de Tudo. Em 2019, completando 30 anos de ministério, o Pr. Carlos Cruz anuncia que lançará toda a discografia do grupo nas plataformas digitais.

## Formação
- Luiz Carlos Cruz - vocal
- Felipe Cruz - vocal,sax
- Paulo Caldeira - vocal, violão
- Rogério - vocais
- Valéria - vocais soprano
- Elaine - vocais soprano
- Gislaine - vocais soprano
- Larissa - vocais soprano
- Mirian - vocais contralto
- Marta - vocais contralto
- Tatiana - vocais contralto
- Suelen - vocais contralto
- Wellington - bateria
- Régis - percussão
- Luís Marques - contrabaixo
- Beto Cruz - teclado
- Carlinhos - guitarra
- Jean - trompete
- Eliézer - trompete
- Nivaldo - trombone
- Renan - trompete

## Discografia
Álbuns de estúdio
- 1989: Adorai
- 1990: Ferido de Deus
- 1991: Últimos Instantes
- 1992: Jesus a Solução
- 1993: Vem ao Pai
- 1995: Ao Rei da Glória
- 1997: Acontecimento
- 2000: Tudo Por Amor
- 2003: Bálsamo de Deus
- 2007: Nasci pra Vencer
- 2015: Somos Imortais

Álbuns ao vivo
- 2008: Nasci Pra Vencer
- 2011: Musical Formosa 20 Anos

Compilações
- 2002: 10 Anos de Louvor
- 2005: Clássicos Inesquecíveis

## Videografia
- 2008: Nasci Pra Vencer
- 2011: Musical Formosa 20 Anos